# Like Jennie
«Like Jennie» — песня южнокорейской рэперши и певицы Дженни (участницы южнокорейской гёрл-группы Blackpink). Она была выпущена на лейблах Odd Atelier и Columbia Records 7 марта 2025 года в качестве четвёртого сингла из её дебютного студийного альбома Дженни Ruby. Она была написана Дженни совместно с Тайлой Паркс, Амандой Ибаньес, Зико, Хорхе Альфонсо-старшим и Дипло, а спродюсирована последним совместно с Леклером и Хорхе. Описанная как хип-хоп песня, включающая в себя байле-фанк и фонк, посвящена влиянию и успеху Дженни.
Песня «Like Jennie» имела коммерческий успех и заняла пятое место в Billboard Global 200 и третье место в Global Excl. US, став четвёртым и пятым хитом Дженни в десятке лучших в этих чартах соответственно. В Южной Корее песня Дженни стала третьим её номером один в цифровом чарте Circle Digital Chart, а также возглавила чарты в Гонконге и Малайзии и вошла в десятку лучших в Индонезии, БВСА, Филиппинах, Саудовской Аравии, Сингапуре, Тайване, Таиланде, ОАЭ и Вьетнаме. Кроме того, песня заняла 36-е место в UK Singles Chart и 83-е место в Billboard Hot 100.
Режиссёром клипа выступил Ханбаго (Хан Гёль Ли), который был выпущен на YouTube-канале Дженни одновременно с релизом сингла. В клипе Дженни предстаёт в образе космонавта, а затем исполняет напряжённую хореографию с большой командой танцоров-бэк-вокалистов. Певица продвигала «Like Jennie», выступая на Ruby Experience, Billboard's Iconic Stage и на фестивале музыки и искусств в долине Коачелла. Ремикс с диджеем Peggy Gou был выпущен 11 апреля.

## Предыстория и релиз
После ухода из YG Entertainment для начала сольной деятельности Дженни основала собственный лейбл Odd Atelier в ноябре 2023 года.
В сентябре 2024 года она подписала контракт с Columbia Records в сотрудничестве с Odd Atelier.
Дженни выпустила «Mantra», «Love Hangover» и «ExtraL» в период с октября 2024 по февраль 2025 года в качестве первых трёх синглов со своего дебютного студийного альбома.
21 января она официально объявила название альбома Ruby и дату его выхода — 7 марта 2025 года. 18 февраля она раскрыла треклист, в который вошла песня под названием «Like Jennie». 27 февраля Дженни выпустила видео сэмплер альбома с фрагментами «Like Jennie» и других неизданных песен с альбома. Она подтвердила, что песня станет заглавной, в тизер-видео, выпущенном 3 марта и демонстрирующем различные свои полароидные фотографии на фоне фрагмента припева. На следующий день, 4 марта, она выпустила концепт-фото для сингла, на котором она смотрит в камеру, одетая в красный скафандр. Второе концепт-фото для песни она выпустила 5 марта, на котором она изображена с уникальной причёской и в скафандре на танке. «Like Jennie» был выпущен как четвёртый сингл с Ruby вместе с релизом альбома 7 марта.

## Композиция и текст песни
Песня «Like Jennie» была спродюсирована Дипло и написана в соавторстве Дженни и Зико, с которым она ранее сотрудничала в 2024 году на его сингле «Spot!». Песня была описана как хип-хоп, подчёркнутая «рэп-навыками и свежим стилем Дженни». Лирически она рассказывает о её влиянии и о том, что «никогда не может быть» другой Дженни. В припеве она поёт: «Who wanna rock with Jennie? / Keep your hair done, nails done like Jennie / Who else got 'em obsessed like Jennie?», отмечая её влияние на модные тенденции.

## Награды и номинации
«Like Jennie» была номинирована на премию Лучшее K-pop-видео на церемонии 2025 MTV Video Music Awards.
Кроме того, сингл завоевал несколько первых мест на южнокорейских музыкальных программах.
| Программа        | Дата           | Ссылка |
| ---------------- | -------------- | ------ |
| M Countdown      | 20 марта 2025  | [ 14 ] |
| M Countdown      | 27 марта 2025  | [ 15 ] |
| M Countdown      | 3 апреля 2025  | [ 16 ] |
| Show Champion    | 2 апреля 2025  | [ 17 ] |
| Show! Music Core | 12 апреля 2025 | [ 18 ] |

## Видеоклип
Сопровождающий клип на песню «Like Jennie» был снят режиссёром Ханбаго (Хан Гёль Ли) и выпущен вместе с синглом 7 марта. После выхода клипа он транслировался на большом рекламном щите на площади Синсэгэ в Сеуле. В начале клипа Дженни появляется в кадре, раздвигая красные шторы. На экране она предстаёт в образе астронавта в рубиново-красном скафандре. Она глотает что-то в форме буквы «J», парящей в воздухе, в результате чего у неё меняется цвет глаз, а её наряд превращается в «хип-стайл». Затем Дженни начинает скандировать и танцевать под припев, исполняя интенсивную хореографию с большой командой танцоров второго плана. В конце клипа, в том же красном скафандре, что и в начале, она загорается и превращается в капибару. Рядом с капибарой лежит голубая роза, означающая новое рождение Дженни.
Ремикс с диджеем Peggy Gou был выпущен 11 апреля.

## Концертные выступления
Дженни включила песню «Like Jennie» в сетлист своего концертного тура The Ruby Experience, который начался в Лос-Анджелесе 6 марта 2025 года одновременно с релизом Ruby. Она также исполнила песню для Billboard’s Iconic Stage, которая была выложена на официальных каналах Billboard и Billboard Korea на YouTube 12 марта, а 13 и 20 апреля и на фестивале музыки и искусств в долине Коачелла.

## Споры о плагиате
После выхода девятисекундного тизера «Like Jennie» пользователи социальных сетей обвинили песню в плагиате музыкальной темы «Rani’s Intro Theme» из фильма 2023 года «Rocky Aur Rani Kii Prem Kahaani». Притам, композитор «Rani’s Intro Theme», отверг эти обвинения, заявив, что «Рани и Дженни — это рифмующиеся имена, поэтому схожесть одной фразы не делает ее копией».

## Список треков
- Цифровые загрузки и стриминг

1. «Like Jennie» — 2:03
2. «Like Jennie» (Peggy Gou remix) — 3:28
3. «Like Jennie» (Peggy Gou remix; extended mix) — 5:07

## Чарты
| Чарт (2025)                         | Высшая позиция |
| ----------------------------------- | -------------- |
| Австралия (ARIA)                    | 35             |
| Австрия (Ö3 Austria Top 40)         | 72             |
| Канада (Billboard Canadian Hot 100) | 42             |
| Франция (SNEP)                      | 52             |
| Германия (GfK)                      | 71             |
| Мир (Billboard Global 200)          | 5              |
| Гонконг (Billboard Hong Kong Songs) | 1              |
| Греция (IFPI)                       | 19             |
| Индонезия (IFPI)                    | 5              |
| Ирландия (IRMA)                     | 66             |
| Япония (Japan Hot 100)              | 32             |
| Малайзия (IFPI)                     | 1              |
| Новая Зеландия (Recorded Music NZ)  | 31             |
| Сингапур (RIAS)                     | 2              |
| Словакия (Singles Digitál Top 100)  | 65             |
| Республика Корея (Circle)           | 1              |
| Швейцария (Schweizer Hitparade)     | 61             |
| Китайская Республика (Billboard)    | 2              |
| Таиланд Thailand (IFPI)             | 2              |
| Великобритания (OCC UK Singles)     | 36             |
| США (Billboard Hot 100)             | 83             |
| США (Billboard Pop Airplay)         | 31             |

## Сертификации
| Регион                                                                      | Сертификация | Продажи |
| --------------------------------------------------------------------------- | ------------ | ------- |
| Канада (Music Canada)                                                       | Золотой      | 40 000  |
| Венгрия (Mahasz)                                                            | Золотой      | 2000    |
| Португалия (AFP)                                                            | Золотой      | 5000    |
| Данные о продажах + прослушиваниях приведены только на основе сертификации. |              |         |